# Daisendorf
Daisendorf è un comune tedesco di 1 511 abitanti, situato nel land del Baden-Württemberg.